# St. Ägidius (Wolfmannshausen)

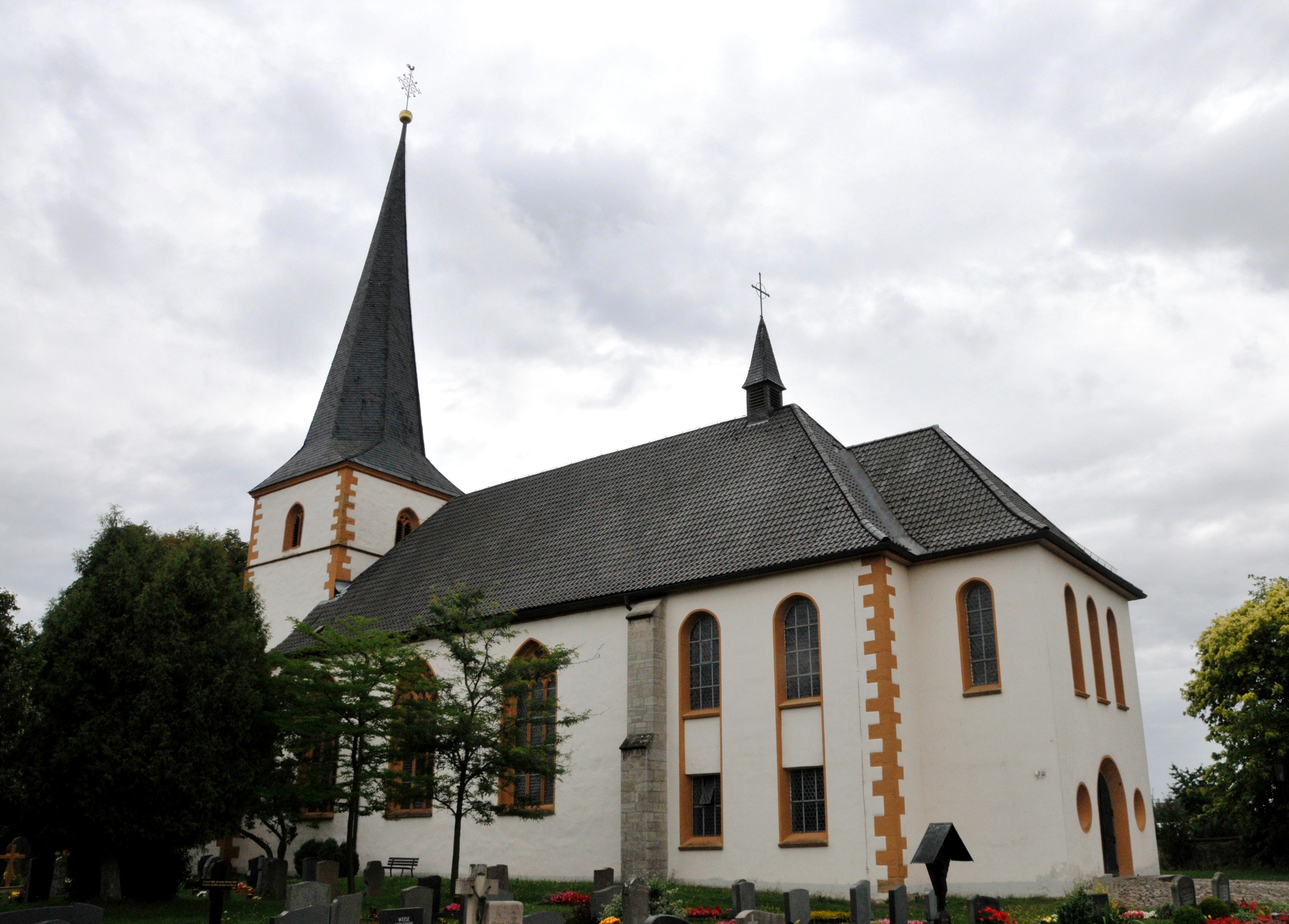
Kirche aus Nordwest

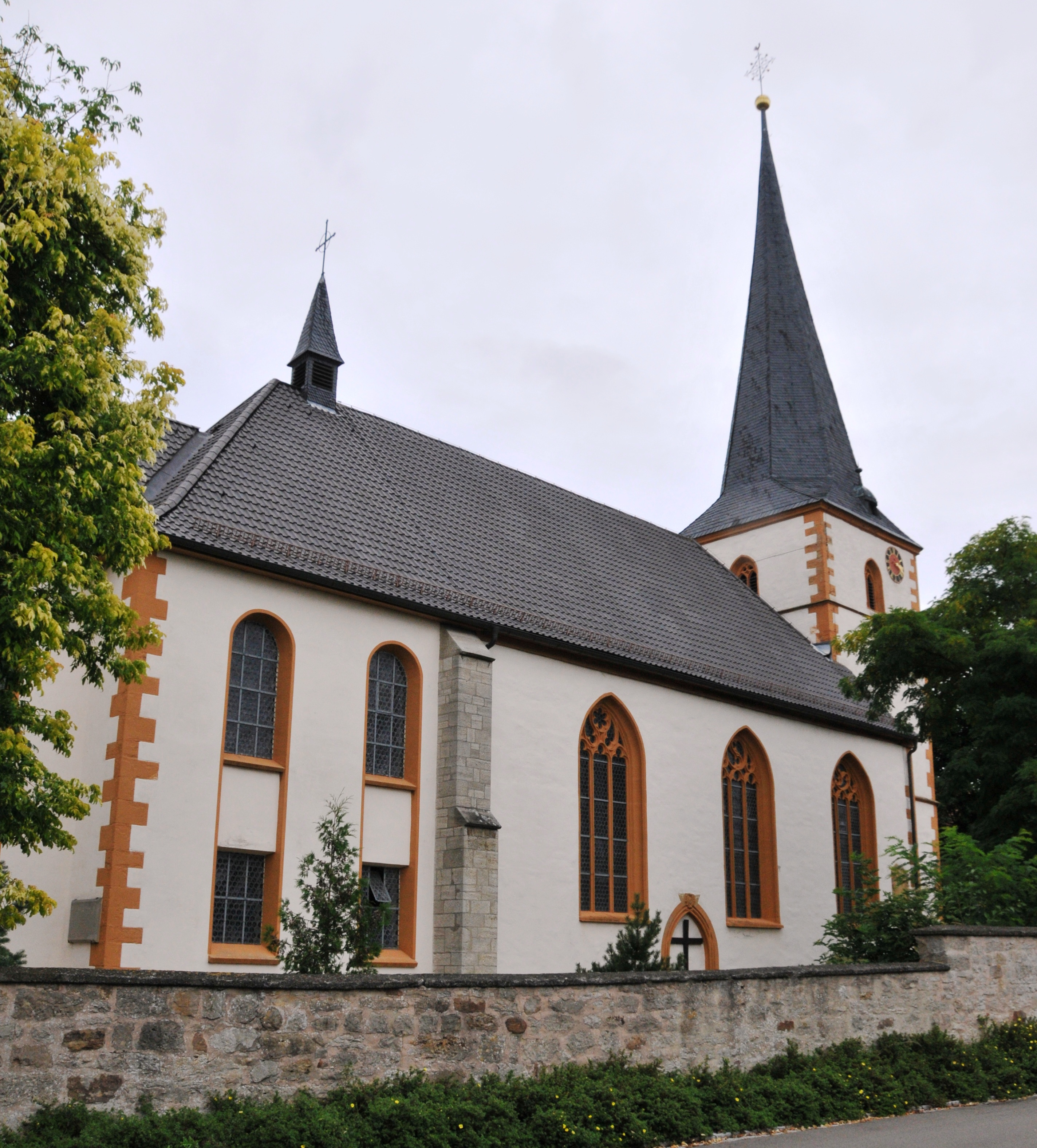
Kirche aus Südwest

Die römisch-katholische Filialkirche St. Ägidius steht in Wolfmannshausen im thüringischen Landkreis Schmalkalden-Meiningen. Sie ist Filialkirche der Pfarrei St. Marien Meiningen im Dekanat Meiningen des Bistums Erfurt. Sie trägt das Patrozinium des heiligen Ägidius.
Sie ist aufgrund ihres hohen Turmes (Echterturm) schon von weitem sichtbar.

## Geschichte
Die Gründung der Pfarrgemeinde liegt im Jahr 1488. 1616 wurde die Kirche errichtet und 1954 erweitert. Dabei wurden die Seitenaltäre entfernt. Eine äußere Sanierung wurde 1996, eine Sanierung des Innenraums 1997 vorgenommen.

## Ausstattung

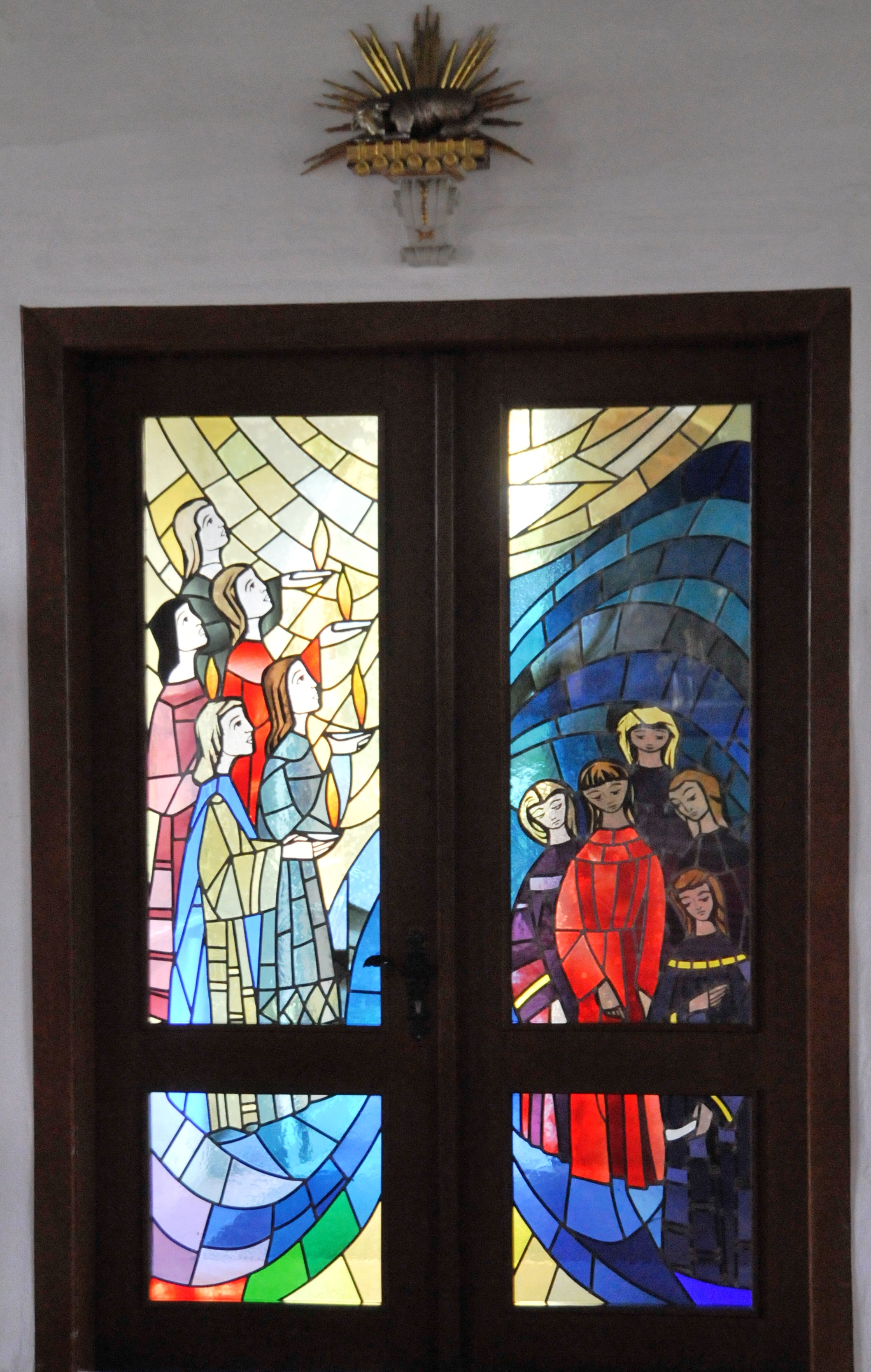
Bleifenster in der Tür zwischen Vor- und Innenraum

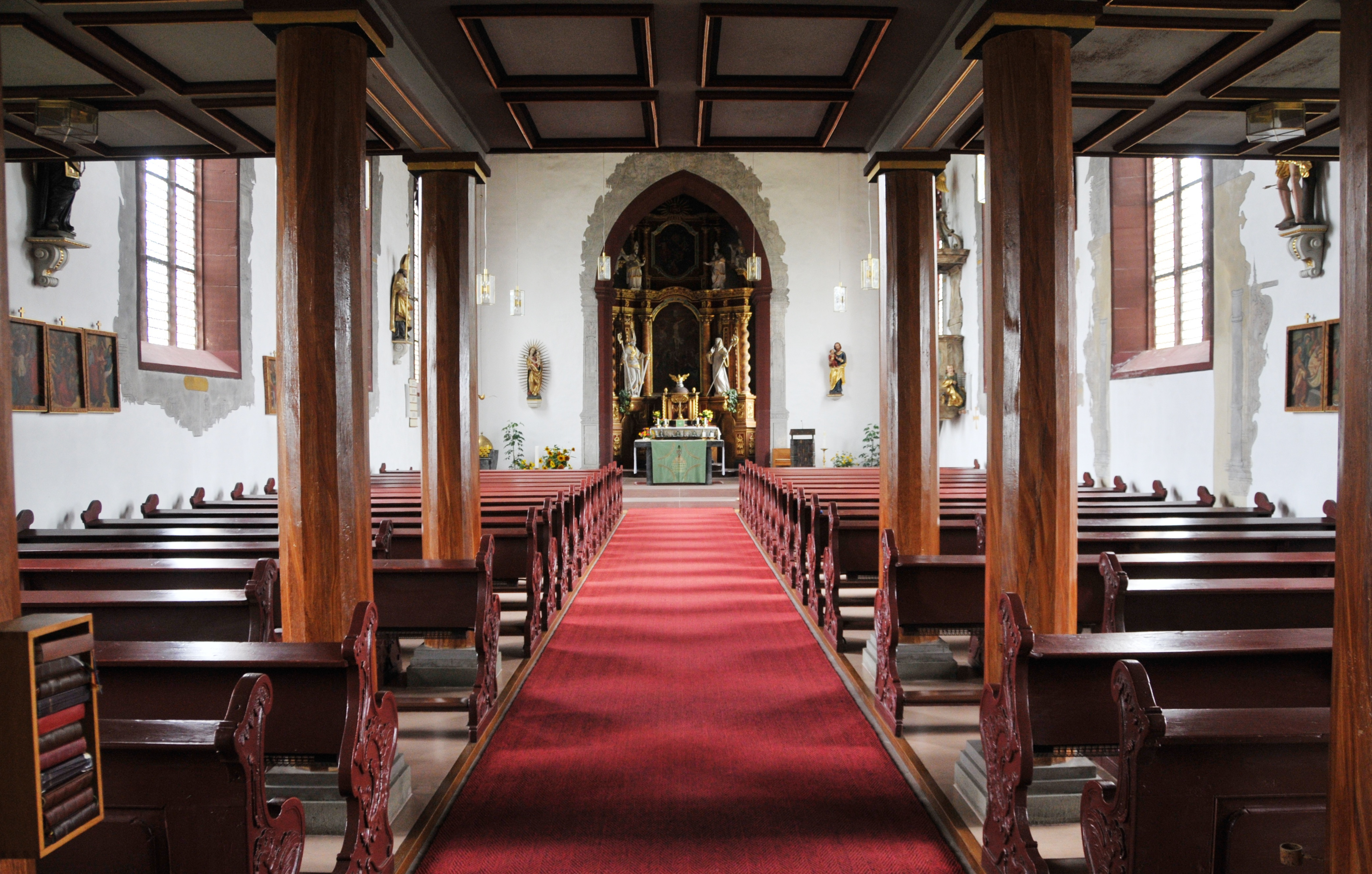
Blick Richtung Altar

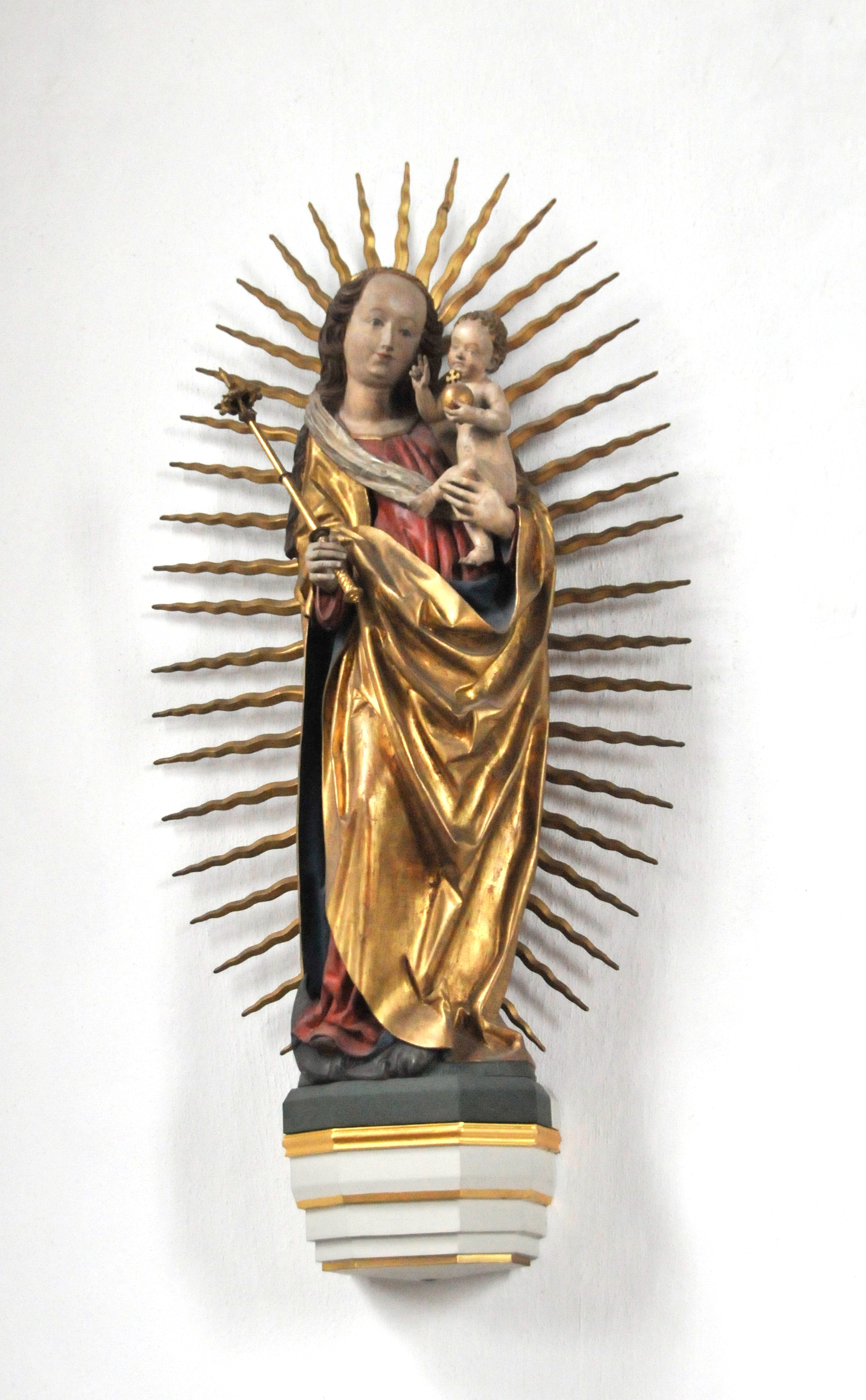
Statue der hl. Maria

### Vorraum
Nach wenigen Schritten über den Vorplatz der Kirche wird diese durch eine schwere hölzerne Eingangstür an der Westseite der Kirche betreten. Man befindet sich in einem Vorraum, von dem zur Linken ein Treppenaufgang in die oberen Stockwerke führt. Der Vorraum wird vom Innenraum getrennt durch eine Glastür mit einem modernen Bleifenster, das die Klugen und törichten Jungfrauen zeigt.

### Kirchenraum
Durchschreitet man die Tür, so befindet man sich zunächst unter der Orgelempore. Der Blick auf die beeindruckende Kassettendecke im Renaissancestil wird erst nach wenigen Schritten in Richtung Kirchenmitte freigegeben. Die Decke entstand bereits in den Jahren 1616 und 1617, als die Kirche errichtet wurde.

#### Altar
Im gotischen Chor steht der Hochaltar aus dem Jahr 1730. In der Mitte zeigt er die Kreuzigung Christi. Oberhalb als Abschluss die Heilige Dreifaltigkeit. Auf einem Sockel links oben steht eine Statue des Heiligen Kilian, des Frankenapostels. Im gegenüber auf der rechten Seite ist die Statue des Namensgebers der Kirche, des Heiligen Ägidius. Außerdem sind noch der Heilige Augustinus (er hält ein Herz in der Hand) und der Heilige Ambrosius, einer der Kirchenväter, zu sehen. Ein Teil des Altars soll aus der Zeit des Erbauers der Kirche stammen, des Bischofs Julius Echter von Mespelbrunn. Dieser ist auch der Namensgeber des Turms.

#### Kanzel

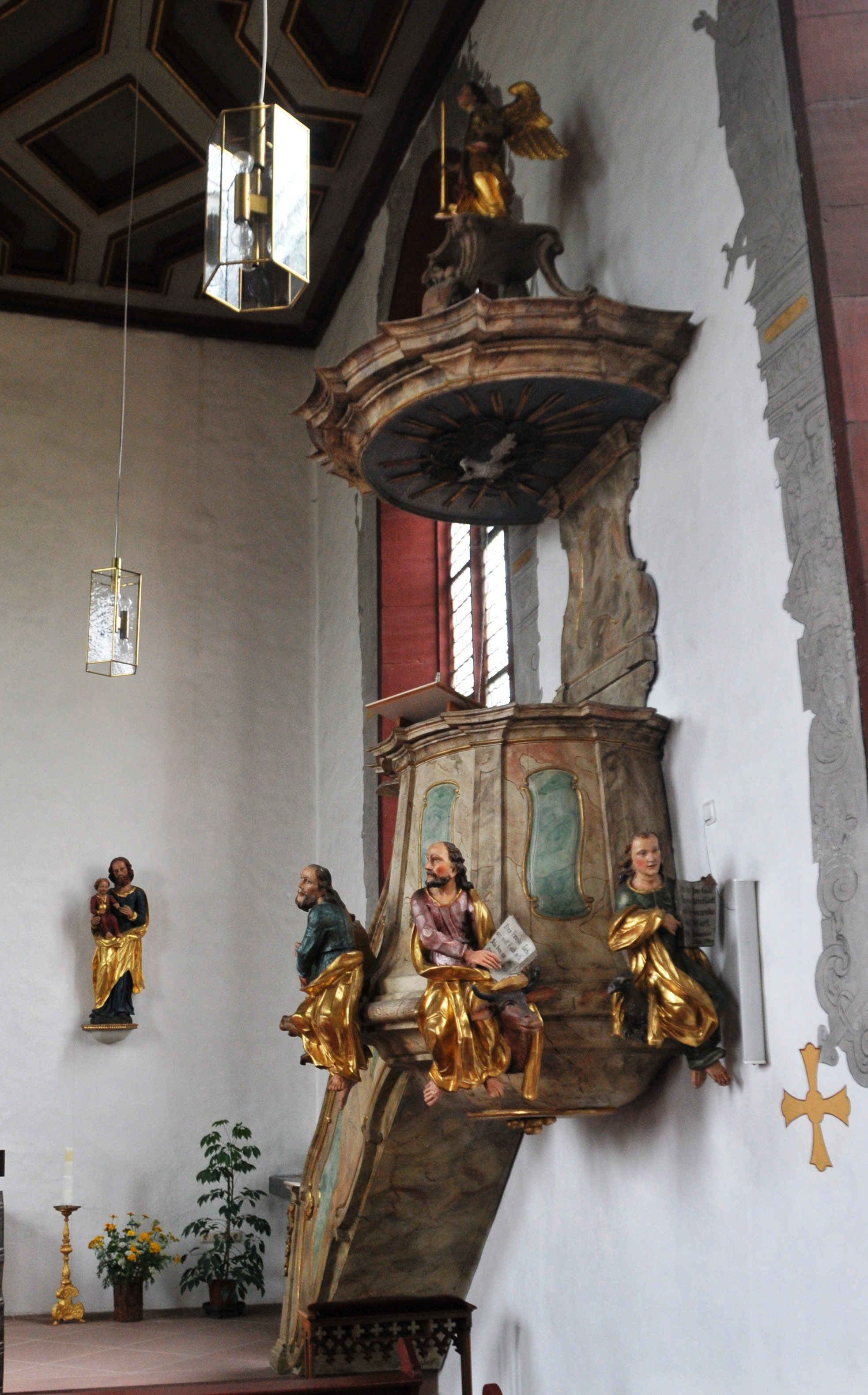
Kanzel mit Apostelkreuz (rechts unten)

Die Kanzel befindet sich an der Südseite (Epistelseite) der Kirche. Auf dem Schalldeckel steht der Gerichtsengel, und an der Unterseite hängt die Taube, Symbol des Heiligen Geistes. Der Kanzelkorb wird von verschiedenen Figuren geschmückt. Es sind drei der vier Evangelisten mit ihren aufgeschlagenen Evangelien, deren Anfangsworte gezeigt werden. Die Kanzel stammt aus der Übergangszeit vom Barock zum Rokoko (Anfang bis Mitte des 18. Jahrhunderts). Die farbliche Gestaltung der Kanzel stimmt nicht mit derjenigen der übrigen Kirche überein. Besonders Hochaltar und Orgelprospekt bedürfen diesbezüglich einer farblichen Neugestaltung. Indes fehlt der Pfarrei das Geld.
Rechts unterhalb der Kanzel ist ein 1997 wieder freigelegtes Apostelkreuz zu sehen, als Wandmalerei.

#### Statuen an den Wänden
Viele der an den Wänden angebrachten Statuen entstammen den ehemaligen Seitenaltären (vor 1954). An der südlichen Wand des Kirchenschiffes befinden sich die Statuen des Guten Hirten (unter der Orgelempore), des Heiligen Sebastian und des Heiligen Petrus.
Eine der bedeutendsten Statuen in der Kirche ist die der Heiligen Maria, der Himmelskönigin. Die Statue ist eine barocke Holzfigur aus der Zeit um 1725. Sie war ursprünglich auf einem Holzgestell angebracht und wurde bei Prozessionen von den Gläubigen getragen. Die Statue soll der Schule des Tilman Riemenschneider entstammen. Heute schmückt sie die nördliche Emporenwand beim Taufbecken.

#### Taufbecken
Unter der Statue der hl. Maria steht der moderne Taufbrunnen mit dem Heiligen Geist darüber. Er wurde 1954 aufgestellt.

### Außenbereich
An der Friedhofsmauer, die den großflächigen Bereich um die Kirche begrenzt, stehen vierzehn Kreuzwegstationen von 1773 oder 1778 und ein Kriegerdenkmal, das an die Gefallenen der beiden Weltkriege erinnert.

Bilder der Kirche
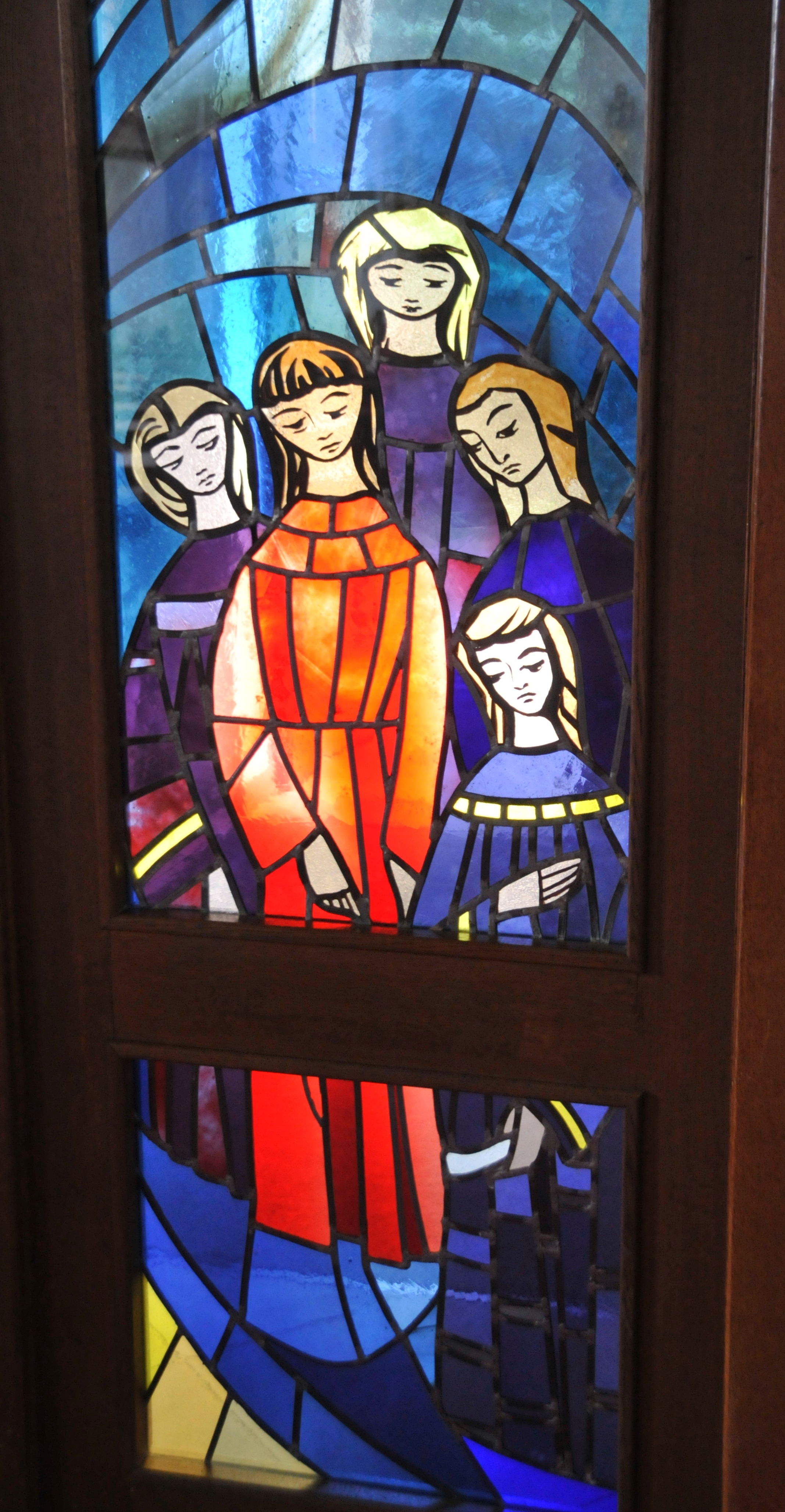
Bleifenster (Detail) in der Tür zwischen Vor- und Kirchenraum
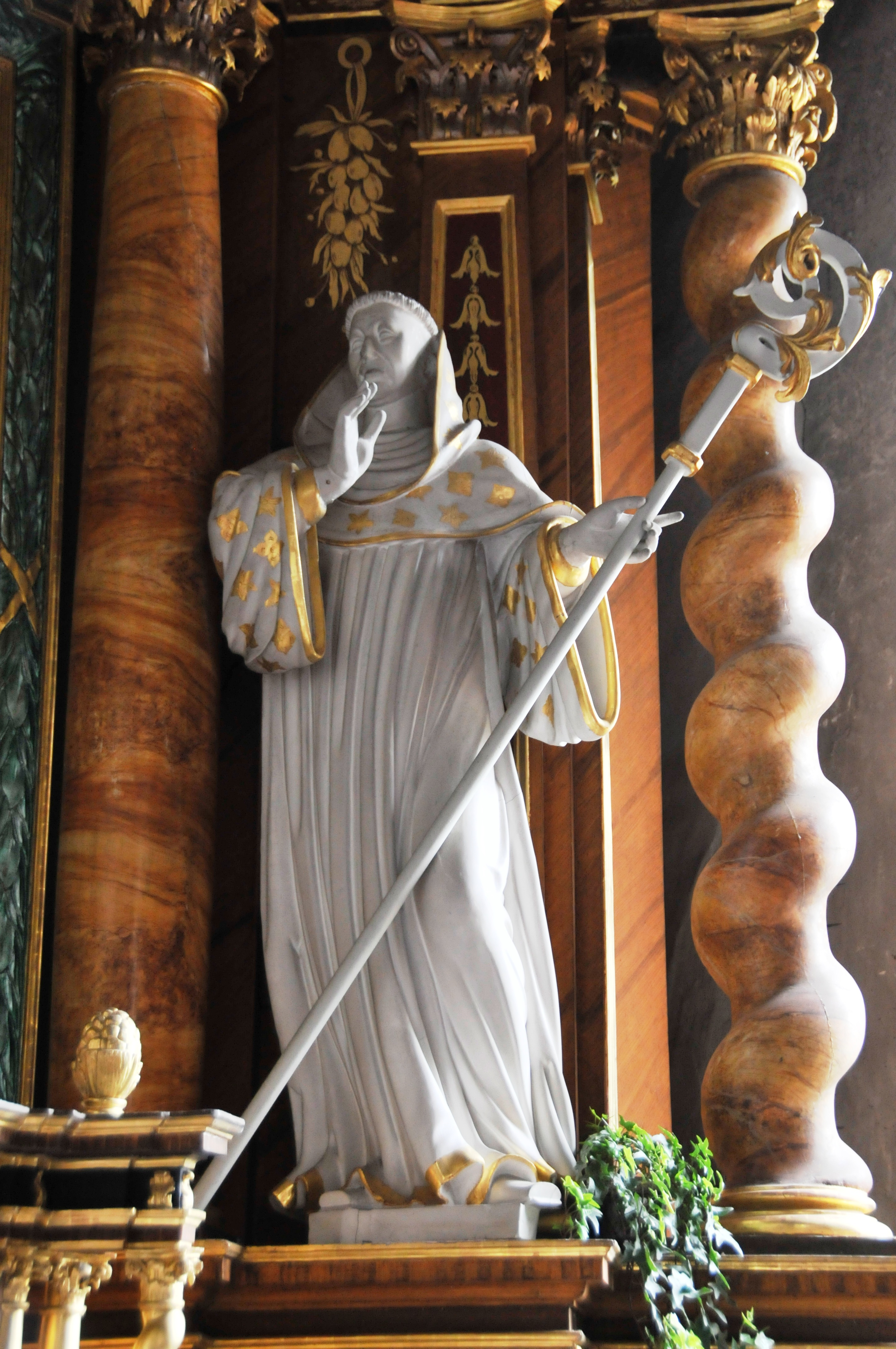
Ägidiusstatue am Altar
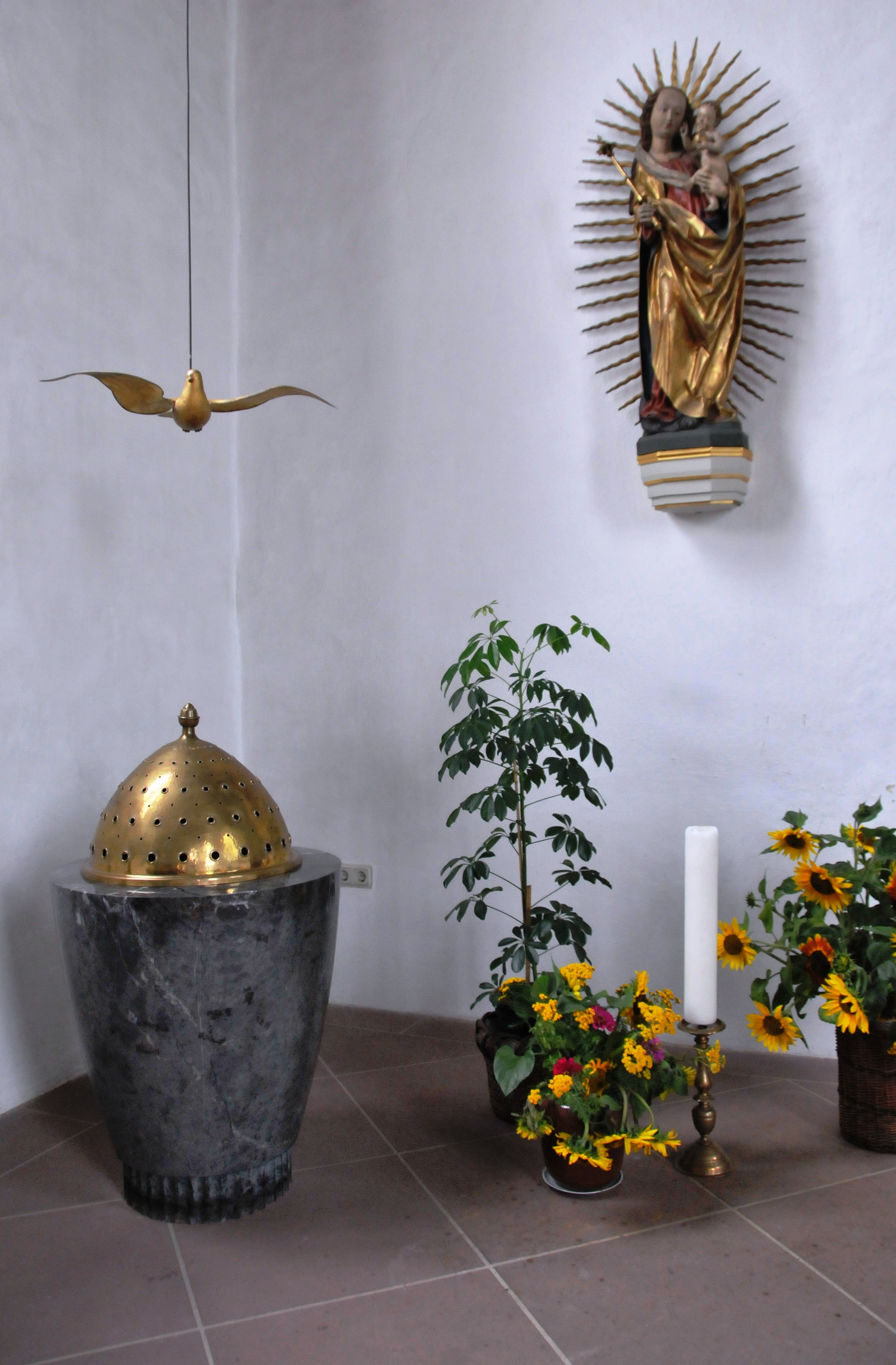
Taufbrunnen
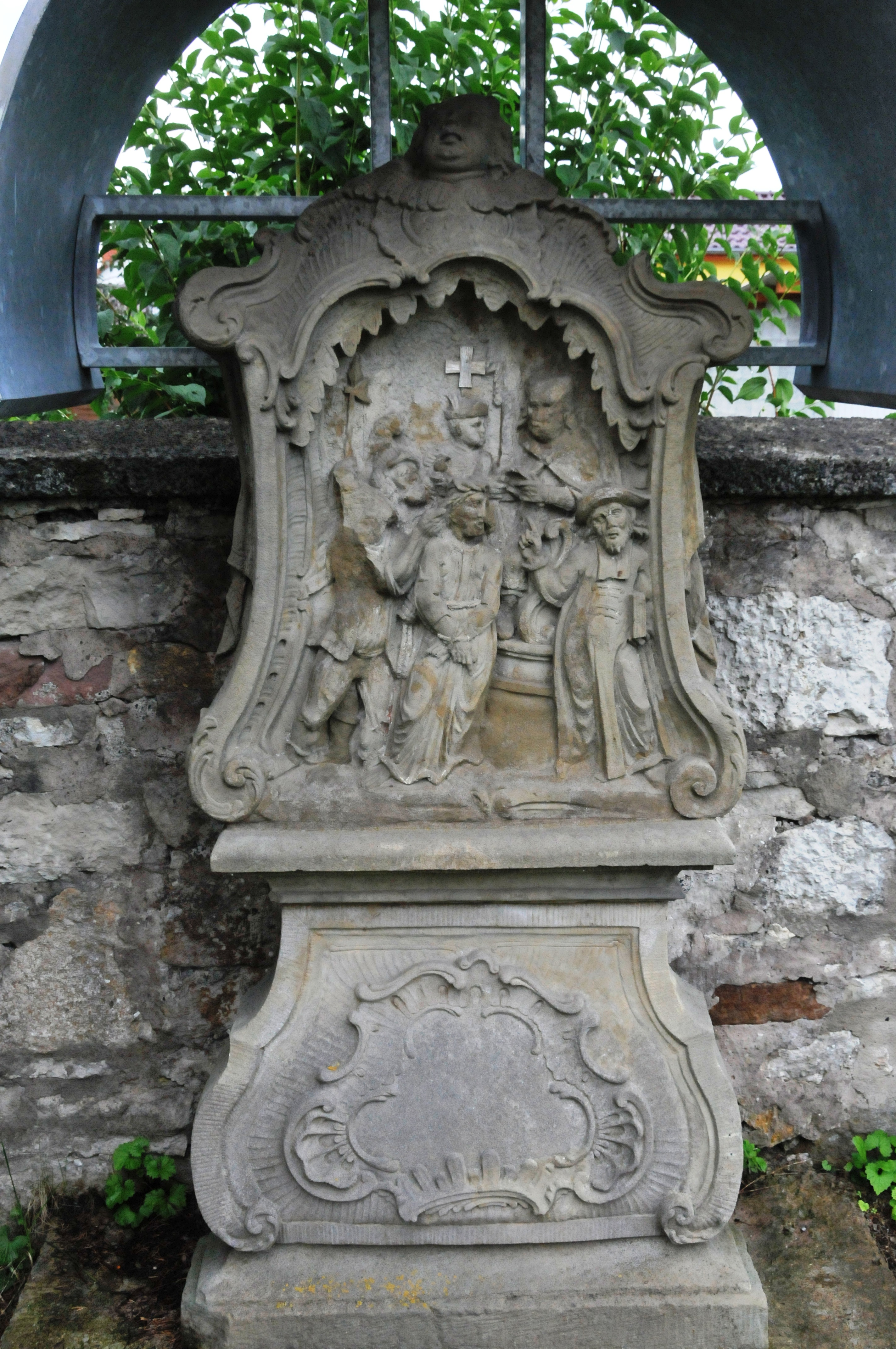
Kreuzwegstation
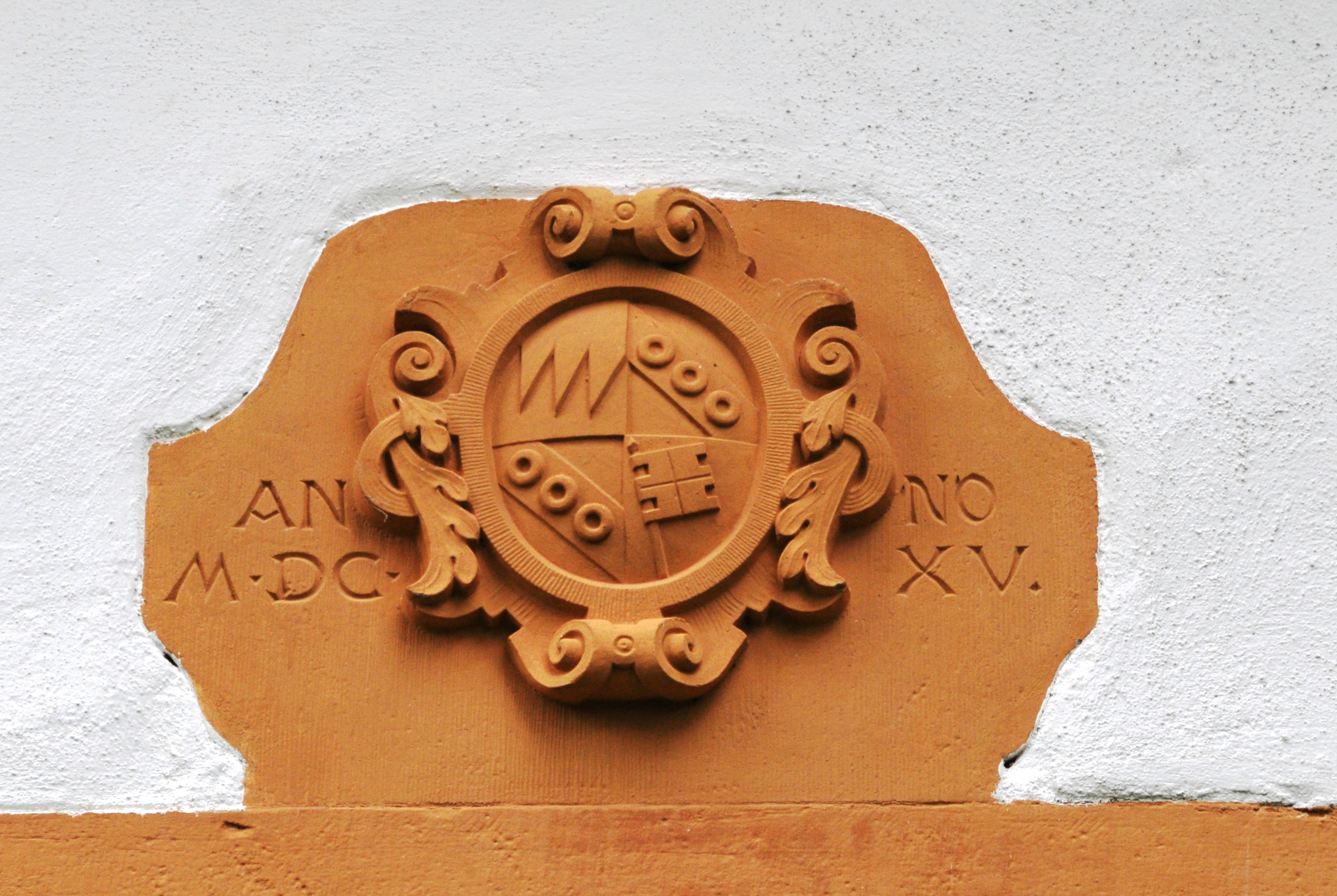
Schlussstein an der äußeren Kirchenwand mit der Jahreszahl 1615

## Orgel
Die heutige Orgel wurde 1984/1985 von der Firma Jehmlich gebaut. Sie umfasst 15 Register auf zwei Manualen und Pedal.